# Laena chinensis
Laena chinensis – gatunek chrząszcza z rodziny czarnuchowatych i podrodziny omiękowatych.
Gatunek ten został opisany w 1965 roku przez Zoltána Kaszaba. W 2008 Wolfgang Schawaller dokonał jego redeskrypcji. Miejscem typowym jest Jizu Shan.
Chrząszcz o ciele długości od 5,8 do 8,5 mm. Przedplecze sercowate, o brzegach bocznych obrzeżonych, tylnym brzegu obrzeżonym i zagiętym w dół, kątach tylnych zaokrąglonych; jego powierzchnia z trzema wgłębieniami, pokryta małymi, w większości opatrzonymi długimi szczecinkami punktami oddalonymi od siebie 1–4 średnice. Na pokrywach ułożone w rzędy punkty, położone w słabo widocznych rowkach, wielkości tych na przedpleczu i pozbawione wyraźnych szczecinek. Na międzyrzędach małe, opatrzone bardzo krótkimi szczecinkami punkty. Siódmy międzyrząd w części barkowej wyraźnie wypukły. Odnóża obu płci z udami o mocnych kantach w części odsiebnej. Samiec ma na przednich udach hakowaty ząb i zaokrąglony przedni róg, a apicale jego edeagusa jest trójkątne.
Owad endemiczny dla Chin, znany z Junnanu i Syczuanu.